# Mónica Delta
Mónica Cecilia Teresa Delta Parodi (Chimbote, 16 de marzo de 1960) es una periodista y presentadora peruana.

## Biografía
Mónica Delta nació en el puerto de Chimbote, Áncash, siendo hija de Antonio Jesús Delta Petersen y Teresa Parodi Zúñiga de Delta. Estudió en el colegio Isabel Flores de Oliva ubicado en San Isidro. En 1977 inició sus estudios de Ciencias de la Comunicación, en la Universidad de Lima, para luego terminarlos en la Universidad de Nuevo México en Estados Unidos.
En 1982 ingresó a Panamericana Televisión; canal en el cual trabajó como periodista acreditada en Palacio de Gobierno en las gestiones de Fernando Belaúnde Terry y Alan García. Durante ese tiempo, se la vinculó sentimentalmente con el entonces presidente, Alan García, pero no hubo mayor confirmación de nada que fuera más allá de una amistad.
Desde 1989 hasta 1995, condujo el noticiero 24 Horas, junto a Humberto Martínez Morosini por Panamericana Televisión. En mayo de 1998, condujo el programa periodístico Panorama, espacio dominical con el cual se hizo reconocida hasta en febrero de 2003. Además, fue presentadora central para la cobertura de las elecciones generales de 2000.
En 2003 emigró a Estados Unidos, en busca de nuevas oportunidades, y llegó a conducir Tu voz en Washington. Y fue locutora de un programa radial que se transmitió para Japón y Perú. Regresa a Perú en 2009 y conduce el noticiero matinal A primera hora. En diciembre del mismo año, publicó su libro autobiográfico: Minutos antes de las ocho.
Delta condujo la edición central del noticiero televisivo 90 segundos entre 2010 y 2016. En 2011 empieza a conducir, junto a Aldo Mariátegui, el programa televisivo dominical Sin medias tintas, además de un programa de radio en Radio Capital. Asumió el cargo de juez en el talent show Tu cara me suena.
En 2016, Mónica Delta asumió la Gerencia de Informaciones de Latina. En 2017, ingresa a RPP Noticias para conducir el programa radial La rotativa del aire hasta el 29 de diciembre de 2021.
En 2020, participa en el programa La máscara, de Latina, como una de las artistas participantes.

## Reconocimientos
Fue considerada como la periodista más influyente del año, según la nacional Encuesta del Poder de 2021. En 2022 fue nuevamente posicionada en el primer lugar.

## Créditos

### Televisión
- Latina noticias: Edición central (Latina Televisión, 2021-2024)
- 90 noche (Latina Televisión, 2018-2021)
- Punto final (Latina Televisión, 2016-presente)
- Tu cara me suena (Latina Televisión, 2013)
- Sin medias tintas (Latina Televisión, 2011-2016)
- 90 central  (Latina Televisión, 2010-2016)
- A primera hora (Latina Televisión, 2009-2010)
- Panorama (Panamericana Televisión), reportera (1982-1989) y conductora (1997-2003)
- Buenos días, Perú (Panamericana Televisión, 1995-1998)
- 24 horas: Edición central (Panamericana Televisión, 1989-1995)

### Radio
- Tu voz en Washington, Univisión Radio (2003-2009)
- Hablando en serio, Univisión Radio (2003-2009)
- Mónica Delta en Capital, Radio Capital  (2011-2017)
- La rotativa del aire, RPP Noticias (1989-1997 y 2017-2021)